# Pittsville (Maryland)
Pour les articles homonymes, voir Pittsville.
La ville de Pittsville est située dans le comté de Wicomico, dans l’État du Maryland, aux États-Unis. Sa population s’élevait à 1 417 habitants lors du recensement de 2010, estimée à 1 462 habitants en 2017.

## Source
- (en) Cet article est partiellement ou en totalité issu de l’article de Wikipédia en anglais intitulé « Pittsville, Maryland » (voir la liste des auteurs).